# Holidoteidae incertae sedis vinogradovae
Holidoteidae incertae sedis vinogradovae is een pissebed uit de familie Holidoteidae. De wetenschappelijke naam van de soort is voor het eerst geldig gepubliceerd in 1997 door Kussakin & Vasina.